# Tiempo viejo y tiempo nuevo
Tiempo viejo y tiempo nuevo es una colección de ensayos escrita por Gregorio Marañón, y publicada por vez primera en 1940. El libro está dedicado A mis amigos de "La Nación" de Buenos Aires, y trata de diversos temas que el humanista español había tocado en varias conferencias en Pamplona, Lima, Arequipa, La Paz, Buenos Aires y Montevideo. Eran éstos El secreto del Greco, El pánico del instinto, Menéndez y Pelayo y España y Juan de Dios Huarte. En marzo de 1945, Marañón reemplazó la primera de las secciones, El secreto del Greco, (que fue incorporada en su libro Elogio y nostalgia de Toledo) por la Rapsodia de las esmeraldas. Abordando diversidad de asuntos desde la historia medieval española al descenso de la natalidad, el conjunto se concibe como miscelánea, escrita desde el doble aspecto de historiador y hombre de ciencia.